# 萨宁斯卡亚农村居民点
萨宁斯卡亚农村居民点（俄语：Сельское поселение Санинское）是俄罗斯联邦沃洛格达州巴巴耶沃区所属的一个农村居民点。其下辖有38个居民点，行政中心为萨宁斯卡亚。据2015年统计，该农村居民点的人口为638人。